# クレイマー、クレイマー
『クレイマー、クレイマー』（原題: Kramer vs. Kramer）は、1979年公開のアメリカ映画。製作・配給会社はコロンビア ピクチャーズ。
エイヴリー・コーマンの小説を原作としてロバート・ベントンが監督と脚本を担当した。主演はダスティン・ホフマン。
第52回アカデミー賞作品賞ならびに第37回ゴールデングローブ賞 ドラマ部門作品賞受賞作品。スティーヴン・ジェイ・シュナイダーの『死ぬまでに観たい映画1001本』に掲載されている。
原題は「クレイマー（原告）対クレイマー（被告）の裁判」の意で同じ名前の人が争っている裁判、つまり離婚裁判を題材にした物語である。

## ストーリー
舞台はニューヨーク・マンハッタン。仕事熱心の会社員テッド・クレイマーは、家事と育児を妻のジョアンナ・クレイマーにすべて押しつけていた。ジョアンナは何か自分が打ち込める仕事をしたいと夫に相談を持ちかけるが、それに対してテッドは、夫が順調にキャリアを重ねて収入が増え、家族の生活にまったく不自由がないのに、何が不満かと言ってとりあわない。
やがて、ジョアンナはテッドに別れを告げてきた。はじめは冗談だと思っていたテッドだったが、翌日会社から自宅に電話をかけても誰も出ないことから初めてことの重大さに気づく。テッドの生活はその日から一変した。
テッドは7歳の息子ビリーと戸惑いながらも父子二人きりの生活を始める。息子の分まで朝食を作り、学校まで送った後、自らは急いでタクシーで会社へ向かう。ビリーのために作ったフレンチトーストは、最初のうちは真っ黒にしてしまっていた。順調に進んでいた会社の仕事も家まで持ち帰る羽目になり、かまってもらえない寂しさからビリーはその仕事を邪魔するかのように振舞う。そんな二人はまるで噛み合わず、とても父子とは思えないような有様であったが、次第に協力して一緒に生活することを自覚するようになり、時間とともに二人の絆は深まっていった。
ジョアンナが出奔してから1年半の間に、家事と育児に精を出すテッド。ビリーとの関係も以前よりも親密になった。そんなある日、すこし目を離した隙にビリーがジャングルジムから転落し大怪我を負ってしまう。そのうえ息子に気を取られ仕事に身が入らないテッドは、会社から解雇されてしまう。さらに、1年以上連絡のなかったジョアンナが、カリフォルニアへの出奔中に成立させた離婚で息子の養育権はテッドに渡すと認めたにも係らず、離婚時の取り決めを反故にすべく母性を盾に養育権の奪還を裁判所に申し立てた。弁護士に相談するも、失業中のテッドが養育権を勝ち取る見込みはほとんどない。
テッドは慌てて就職活動をし、裁判前にようやく仕事にありつけたが、以前の勤務先より遥かに給与は少なく、手に職を得たジョアンナの方が収入は多かった。また、それまで仕事ばかりで家庭を顧みなかったというジョアンナの主張に反論できず、テッドは裁判で苦戦を強いられた。
不毛な裁判「クレイマー対クレイマー離婚事件」で、結局テッドは「子の最良の利益（best interest of the child）」の原則により敗訴する。結局ビリーの養育権はジョアンナの手に渡ることとなり、ビリーの存在が生きがいであったテッドは悲嘆に暮れる。
やがて、養育権者への引渡しの時が来た。ビリーをジョアンナに引き渡す日の朝、テッドは最初のころこそうまくつくれなかったフレンチトーストを難なくつくり上げ、ビリーと二人で最後の朝食をとった。ジョアンナが来るのを待つ二人であったがジョアンナからの電話でテッドが階下に降りると彼女は思いつめたかのように呟く。「ビリーのためを思えば連れていくのはよくない。彼の家はここよ。上に行ってビリーと話してもいい?」。二人は、法廷での虚虚実実の応酬を忘れ、父子のアパートの1階で感極まって抱擁する。エレベーターに乗り込むジョアンナをテッドは見守った。

## キャスト
| 役名                     | 俳優                     | 日本語吹替                                        | 日本語吹替 |
| 役名                     | 俳優                     | 日本テレビ版                                      | BD版       |
| ------------------------ | ------------------------ | ------------------------------------------------- | ---------- |
| テッド・クレイマー       | ダスティン・ホフマン     | 磯部勉                                            | 東地宏樹   |
| ジョアンナ・クレイマー   | メリル・ストリープ       | 池田昌子                                          | 田中敦子   |
| ビリー・クレイマー       | ジャスティン・ヘンリー   | 渕崎ゆり子                                        | 矢島晶子   |
| マーガレット・フェルプス | ジェーン・アレクサンダー | 鈴木弘子                                          | 日野由利加 |
| ジョン・ショーネシー     | ハワード・ダフ           | 富田耕生                                          | 宝亀克寿   |
| ジム・オコナー           | ジョージ・コー           | 大木民夫                                          | 小島敏彦   |
| フィリス・バーナード     | ジョベス・ウィリアムズ   | 吉田理保子                                        | 加藤優子   |
| グレッソン               | ビル・ムーア             | 仲村秀生                                          |            |
| スペンサー               | ジャック・ラメージ       | 北村弘一                                          | 楠見尚己   |
| パーティー出席者         | ジョー・セネカ           |                                                   |            |
| 不明 その他              | N/A                      | 嶋俊介 徳丸完 仲木隆司 潘恵子 榊原良子 向殿あさみ |            |

- 日本テレビ版：初回放送1985年4月3日『水曜ロードショー／アカデミー賞5部門独占！あの感動巨編が完全版でTVに初登場!! クレイマー、クレイマー』※ノーカット放送
  - ソニー・ピクチャーズ エンタテインメント発売の「吹替洋画劇場」シリーズ 「『クレイマー、クレイマー』 35周年記念 アニバーサリーエディション」Blu-rayには再放送された際の短縮版吹き替え（約93分）を収録した特典ディスクが付属している。
- BD版：2009年発売

※吹き替えは上記の他、上田敏也が出演したJAL機内上映版がある。

## スタッフ
- 監督/脚本：ロバート・ベントン
- 原作：アヴェリー・コーマン
- 製作：スタンリー・R・ジャッフェ
- 撮影：ネストール・アルメンドロス
- 編集：ジェリー・グリーンバーグ
- 音楽：ヘンリー・パーセル/アントニオ・ヴィヴァルディ - マンドリン協奏曲ハ長調（英語版） RV 425 が用いられており、本作により広く知られるようになった。

日本語版制作スタッフ
| 役職 | 日本テレビ版           | BD版             |
| ---- | ---------------------- | ---------------- |
| 演出 | 山田悦司               | 高橋剛           |
| 翻訳 | 木原たけし             | 田尾友美         |
| 選曲 | 河合直                 |                  |
| 調整 | 小野敦志               |                  |
| 効果 | 遠藤堯雄 桜井俊哉      |                  |
| 制作 | 東北新社               | HALF H・P STUDIO |
| 担当 | 大戸正彦（日本テレビ） |                  |

## 作品解説
『卒業』『真夜中のカーボーイ』『大統領の陰謀』などの作品に出演した演技派俳優のダスティン・ホフマンを主人公に、『ディア・ハンター』でアカデミー助演女優賞にノミネートされたメリル・ストリープを妻役に迎え、自立を求め家を出る妻と、取り残された夫と息子に起こるさまざまな問題を描いた。当時アメリカ国内において社会問題となっていた離婚・親権を真正面から捉えたこの作品は国内外で映画評論家と観衆双方の高い評価を獲得した。

### 脚本
劇中にはダスティン・ホフマンのアイディアを元に撮影されたシーンが多数存在する。そのため、監督のロバート・ベントンはホフマンに脚本のクレジットタイトルへの共同参加を打診したが、オリジナルの脚本はベントンのものであるためホフマンは打診を断った。
本作品はアカデミー賞で脚本賞を受賞したため、ホフマンは後年になって「打診を受け入れていれば脚本賞も受賞できたのに」と冗談交じりに語った。なお、ホフマンは主演男優賞を受賞している。

### 演出
アイスクリームのシーンや、グラスを割るシーンなどホフマンとジャスティン・ヘンリーによるアイディアが随所に存在する。

### 原作小説との相違
- 映画では父親のテッドが一人で家事一切を行うが、小説では面倒見の良い家政婦が週日の日中はビリーの面倒を見ている。
- 裁判所が審理開始に先立って心理学の専門調査官を派遣し、その中で二人の心中を吐露させる場面が、映画にはない。
- ラストシーンは、映画ではビリーが父との別れに泣きじゃくり、父子を引き離せないと苦悶するジョアンナをアパートの一階で一人ビリーのいる階へとテッドがリフトに乗せる。原作では電話でジョアンナの方が涙ながらに「ビリーは引き取らないわ。その代わり、時々会っても良いかしら？　破綻の原因は私にあるのよ」と電話をかけるところで終わっている。

## 受賞/ノミネート
ビリー役のジャスティン･ヘンリーはわずか8歳でアカデミー助演男優賞にノミネートされ、史上最年少記録を樹立した。
- 第52回アカデミー賞
  - 受賞 - 作品賞/監督賞/脚色賞／主演男優賞/助演女優賞
  - ノミネート - 助演男優賞/助演女優賞/撮影賞/編集賞
- 第37回ゴールデングローブ賞 ドラマ部門作品賞/脚本賞/ドラマ部門男優賞/助演女優賞
- 第14回全米映画批評家協会賞 監督賞/主演男優賞/助演女優賞
- 第45回ニューヨーク映画批評家協会賞 作品賞/男優賞/助演女優賞
- 第5回ロサンゼルス映画批評家協会賞 作品賞/監督賞/脚本賞/男優賞/助演女優賞
- 第34回英国アカデミー賞 作品賞/／監督賞/脚本賞/主演男優賞/主演女優賞ノミネート

### そのほか
- 第23回 ブルーリボン賞 外国作品賞
- 第53回 キネマ旬報賞 委員選出外国語映画部門第1位/読者選出外国語映画部門第1位